# Evelina
Evelina  è un nome proprio di persona italiano femminile.

## Varianti
- Femminili: Avelina[2], Avellina[2], Evelia[2][3], Avelia[2], Evellia[3]
  - Ipocoristici: Lina[4], Velia
- Maschili: Evelino[2][3], Avelino[2], Avellino[2], Evelio[2][3], Avelio[2], Evellio[3]

### Varianti in altre lingue
- Bulgaro: Евелина (Evelina)[4]
- Ceco: Evelína[4]
- Estone: Evelin[4]
- Finlandese: Eveliina[4]
- Francese: Eveline[4], Éveline[2], Évelyne[4]
- Greco moderno: Εβελίνα (Evelina)[4]
- Inglese: Evelina[4], Aveline[4], Avaline[4], Eveline[5], Evaline[5], Evelyn[2][3][5], Evalyn[5], Eveleen[5]
  - Inglese antico: Avelina[1][6], Aveline[2], Avaline[6], Avelyn[6]
- Irlandese: Eibhlín, Eileen[4]
- Lettone: Evelīna[4]
- Lituano: Evelina[4]
- Olandese: Eveline[4], Evelien[4]
- Polacco: Ewelina[4]
- Russo: Эвелина (Ėvelina)[4]
- Slovacco: Evelína[4]
- Svedese: Evelina[4]
  -     - Ipocoristici: Evy[4]
- Tedesco: Evelin[4], Eveline[2]
- Ungherese: Evelin[4]

## Origine e diffusione
Sebbene in alcuni repertori onomastici dilettantistici Evelina venga considerato un diminutivo di Eva, si tratta invece di un'antica forma latinizzata del nome inglese antico Avelina o Aveline. Generalmente, si ritiene che Avelina sia una forma femminile di Avelin, un nome germanico dall'etimologia incerta, probabilmente un diminutivo normanno di Avo o Avila; questi sono a loro volta dei nomi germanici, attestati già nel VI secolo e risalenti forse alla radice *awi, che vuol dire "ringraziamento". Secondo altre fonti, Avelina nasce invece come doppio diminutivo del nome Ava.
Il nome venne portato dai Normanni in Irlanda, dove ha poi dato origine a Eileen, e in Inghilterra, dove il suo uso è documentato dal XII al XV secolo. Sostanzialmente estinto dopo il Seicento (tranne che in America, dove la forma Aveline resistette fino all'Ottocento), questo nome venne ripescato dalla scrittrice Fanny Burney, che lo diede alla protagonista del suo romanzo epistolare del 1778 Evelina; l'opera ebbe grandissimo successo, riportando così in voga il nome.
È particolarmente contorta la storia onomastica di una delle varianti inglesi, Evelyn: è attestata già in medio inglese e ha dato origine al cognome Evelyn, per poi estinguersi come nome proprio alla stessa maniera di Avelina; dal XVII secolo il cognome venne adottato come nome maschile, ritornando gradualmente ad essere femminile verso l'inizio dell'Ottocento, in seguito alla ricomparsa di Evelina. Negli Stati Uniti, il nome Evelyn è stato tra i venti più usati per le neonate fra il 1910 e il 1930 circa; la sua popolarità ha ripreso a salire negli anni 2000
In Italia è stato adottato come nome di moda da altre lingue europee (inglese, francese, tedesco), e negli anni settanta era attestato su tutto il territorio nazionale con circa trentamila occorrenze; a queste andavano ad aggiungersi circa milleseicento occorrenze del maschile Evelino, e altre tremila complessive tra varianti maschili e femminili, meno frequenti al Sud; queste ultime sono nate principalmente grazie alla mancanza di una tradizione onomastica consolidata e all'incrocio con nomi simili.

## Onomastico
Si tratta di un nome adespota, cioè che non ha santa patrona; l'onomastico si può festeggiare pertanto il 1º novembre, festa di Ognissanti.

## Persone

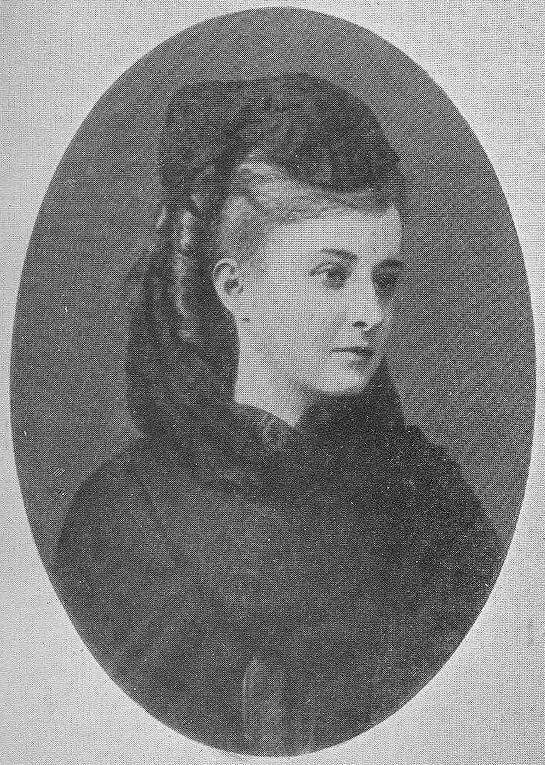
Evelina Cattermole

- Evelina Borea, storica dell'arte italiana
- Evelina Cattermole, scrittrice e poetessa italiana
- Evelina Christillin, dirigente d'azienda italiana
- Evelina Gori, attrice italiana
- Evelina Nazzari, attrice italiana
- Evelina Paoli, attrice italiana
- Evelina Papantoniou, modella greca
- Evelina Santangelo, scrittrice e traduttrice italiana
- Evelina Tammenlaakso, cantante finlandese
- Evelina Umek, scrittrice e traduttrice italiana

### Variante Evelyn

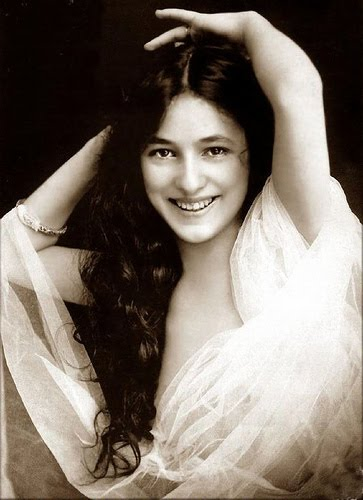
Evelyn Nesbit

- Evelyn Ashford, velocista statunitense
- Evelyn Brent, attrice statunitense
- Evelyn Colyer, tennista britannica
- Evelyn Glennie, percussionista e compositrice scozzese
- Evelyn Hamann, attrice e doppiatrice tedesca
- Evelyn Hooker, psicologa statunitense
- Evelyn Insam, saltatrice con gli sci italiana
- Evelyn Keyes, attrice statunitense
- Evelyn Nesbit, modella, ballerina e attrice statunitense
- Evelyn Opela, attrice cecoslovacca
- Evelyn Stevens, ciclista su strada e pistard statunitense
- Evelyn Venable, attrice statunitense
- Evelyn Vicchiarello, calciatrice italiana
- Evelyn Williamson, triatleta neozelandese

### Variante Evelyne

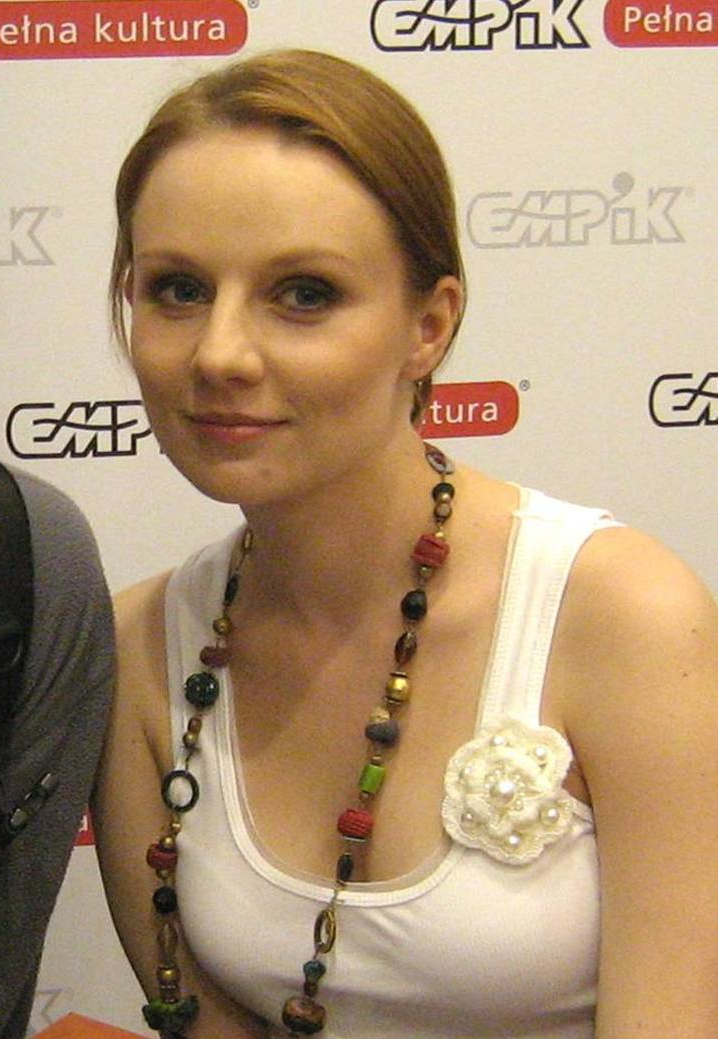
Ewelina Flinta

- Evelyne Dirren, sciatrice alpina svizzera
- Evelyne Marie France Neff, politica francese naturalizzata tedesca
- Evelyne Papale Terras, tennista francese naturalizzata italiana

### Variante Ewelina
- Ewelina Flinta, cantante polacca
- Ewelina Kobryn, cestista polacca
- Ewelina Sieczka, pallavolista polacca

### Altre varianti femminili
- Evelien Callens, cestista belga
- Eveline Decroos, cestista belga
- Evelin Ilves, politica, first lady e giornalista estone
- Evelin Jahl, atleta tedesca
- Évelyne Lenton, cantante, compositrice e produttrice discografica francese
- Evalina van Putten, modella olandese
- Eveline Widmer-Schlumpf, politica e avvocato svizzera

### Varianti maschili
- Avelino Cadilla, calciatore uruguaiano
- Evelino Marcolini, militare e palombaro italiano
- Avelino Moriggi, calciatore italiano
- Evelyn Waugh, scrittore britannico

## Il nome nelle arti
- Evelina è un personaggio dell'omonimo romanzo di Frances Fanny Burney.
- Eveline è un personaggio dell'omonimo racconto di James Joyce.
- Evelina Altamura è un personaggio della commedia Ditegli sempre di sì di Eduardo De Filippo.
- Evelyn Carnahan è un personaggio della serie di film La mummia.
- Evelina Morli è la protagonista della commedia La signora Morli, una e due di Luigi Pirandello.
- Evelyn Konopka è un personaggio della soap opera Tempesta d'amore.
- Evelyn Vogel è un personaggio della serie televisiva Dexter.
- Evelynn è un campione giocabile nel videogioco League of Legends.
- Evelyn Johnson è la protagonista femminile del film Pearl Harbor.